# Aneun yeoja
Aneun yeoja (아는 여자?, 아는 女子?, Anŭn yŏjaMR), noto anche con il titolo internazionale Someone Special, è un film del 2004 scritto e diretto da Jang Jin.

## Trama
Dong Chi-sung, dopo numerosi appuntamenti, non è ancora riuscito a trovare la sua anima gemella, fino a quando non incontra una ragazza estremamente esuberante, Han Yi-yeon.